# IC 1729
IC 1729 ist eine Elliptische Galaxie vom Hubble-Typ E/S0 im Sternbild Fornax am Südsternhimmel. Sie ist schätzungsweise 66 Millionen Lichtjahre von der Milchstraße entfernt und hat einen Durchmesser von etwa 30.000 Lichtjahren.
Im selben Himmelsareal befindet sich u. a. die Galaxie NGC 689.
Das Objekt wurde am 8. Oktober 1896 von Lewis Swift entdeckt.